# Elattoneura mauros
Elattoneura mauros – gatunek ważki z rodziny pióronogowatych (Platycnemididae). Endemit północno-zachodniej części Borneo, stwierdzony jedynie w malezyjskim stanie Sarawak.